# Autumn (album)
Autumn – drugi album studyjny pianisty George'a Winstona wydany w 1980 roku.

## Lista utworów
Wszystkie utwory skomponowane przez George'a Winstona.
| # | Tytuł          | Długość |
| - | -------------- | ------- |
| 1 | "Colors/Dance" | 10:25   |
| 2 | "Woods"        | 6:47    |
| 3 | "Longing/Love" | 9:10    |
| 4 | "Road"         | 4:14    |
| 5 | "Moon"         | 7:44    |
| 6 | "Sea"          | 2:42    |
| 7 | "Stars"        | 5:36    |